# SMS Westfalen
Le SMS Westfalen est un cuirassé dreadnought de classe Nassau construit pour la marine impériale allemande.

## Histoire
Mis en chantier par AG Weser à Brême à partir d'août 1907, il est lancé le 1er juillet 1908 et mis en service dans la Hochseeflotte. Son armement principal consistait en douze canons de 280 mm sur six tourelles, avec une disposition originale en hexagone.
Ce navire, comme ses sister-ships, a servi pendant la Première Guerre mondiale, dans la mer du Nord. Le Westfalen a participé notamment à la bataille du Jutland les 31 mai et 1er juin 1916, et durement combattu les forces britanniques durant la nuit. Il a conduit la ligne allemande pendant la plus grande partie de la soirée et la journée suivante, jusqu'à ce que la flotte regagne Wilhelmshaven. Lors d'une expédition en août 1916, il est endommagé par une torpille lancée d'un sous-marin britannique, le HMS E23.
Le Westfalen a également été engagé dans plusieurs déploiements contre la marine russe en mer Baltique, dont le premier fut la bataille du golfe de Riga. Il retourne en mer Baltique en 1918 pour assister la Garde blanche de Finlande pendant la Guerre civile finlandaise.
Après l'armistice de 1918, le Westfalen reste en Allemagne alors que la majorité de la flotte allemande est internée dans la base navale écossaise de Scapa Flow. À la suite du sabordage de la flotte, il est cédé aux Alliés en 1919 pour compenser la perte des navires coulés. Il est vendu à des ferrailleurs anglais et démoli en 1924.

## Source
- (en) Cet article est partiellement ou en totalité issu de l’article de Wikipédia en anglais intitulé « SMS Westfalen » (voir la liste des auteurs).